# الجبيلات
الجبيلات هي قرية وجماعة قروية تقع في إقليم الرحامنة بجهة مراكش آسفي، المغرب، وبلغ عدد سكانها 11.234 نسمة حسب الإحصاء العام للسكان والسكنى لسنة 2014.